# Diego De Miguel
Diego De Miguel Escribano (Soria, 1 de septiembre de 1984), conocido deportivamente como De Miguel, es un futbolista español que juega en la demarcación de portero.

## Trayectoria
Es en 2004 cuando debuta en Primera División con el equipo donde se ha formado, el CD Numancia aunque tan solo juega 2 partidos.

Al año siguiente es cedido al Sabadell FC de Segunda División B.

Regresa al CD Numancia en 2006 y permanece 3 temporadas pero no conseigue hacerse un hueco en el primer equipo.

Es nuevamente cedido esta vez al CD Izarra donde si consigue ser titular. El equipo desciende a Tercera División.

Después ficha por el Palencia CF y en 2012 regresa al CD Izarra en Segunda División B.

La temporada 2013/14 y 2014/15 juega en la SD Almazán.